# Monument Marie Reine de la Paix (Port-Louis)
Marie Reine de la Paix est une statue de la Vierge, en marbre de Carrare haute de trois mètres, érigée sur la montagne des Signaux qui domine Port-Louis. Elle pèse quatre tonnes et provient des ateliers de Fernandino Palla, de Pietrasanta. Elle fut dévoilée le 15 août 1940.

## Historique
Mgr James Leen, C.S.Sp, huitième évêque de Port-Louis de 1926 à 1949, fit construire ce monument dessiné par Max Boullé pour mettre les Mauriciens sous la protection de la Vierge Marie dans le contexte de la Seconde Guerre mondiale.

## Galerie

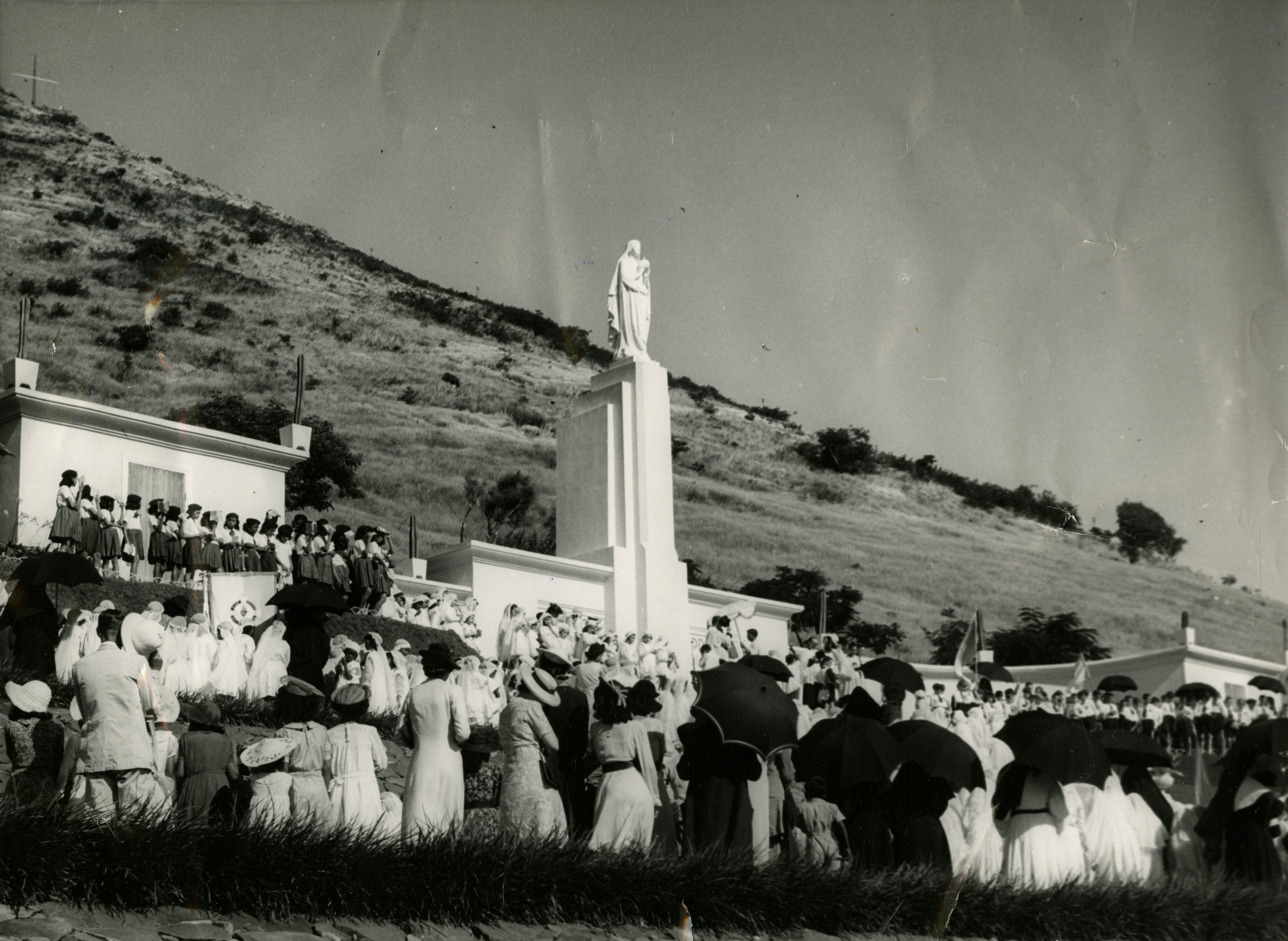
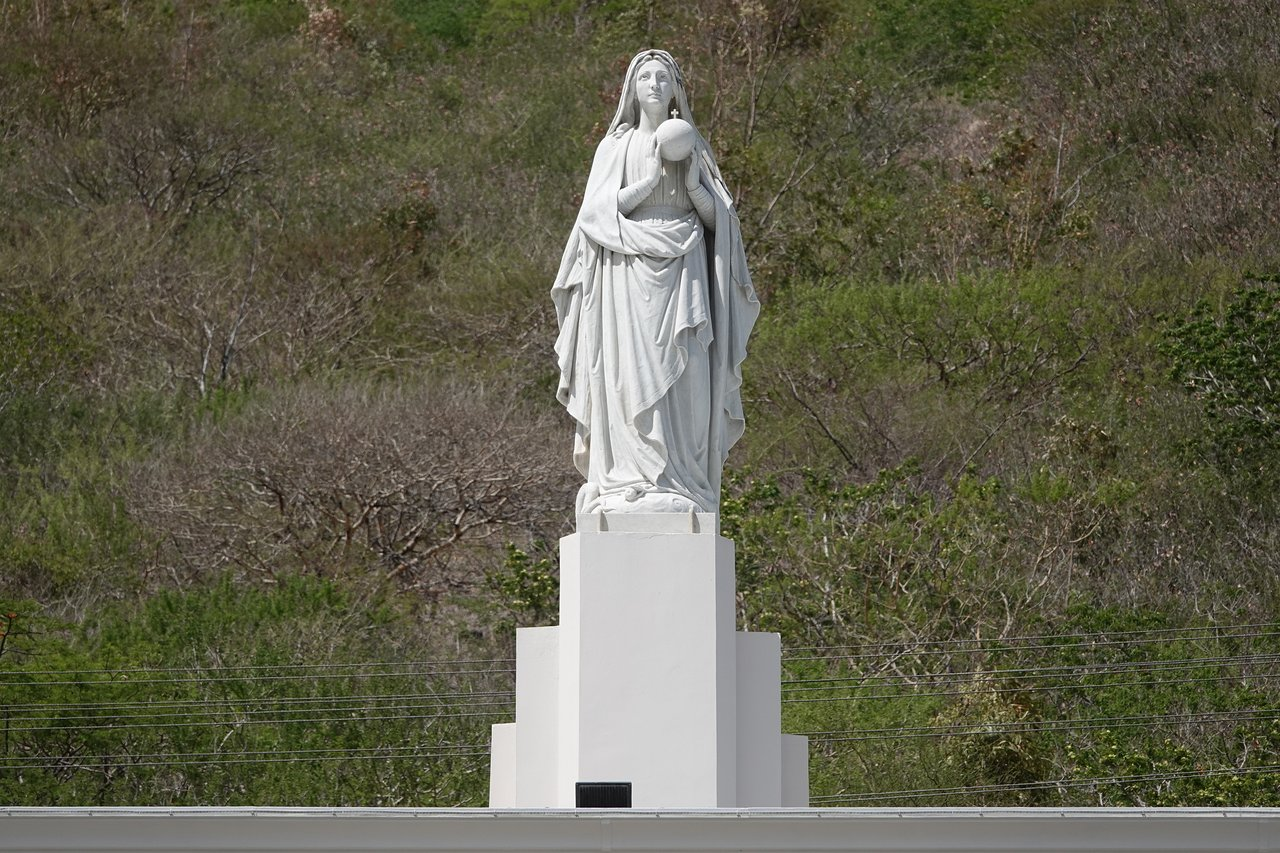
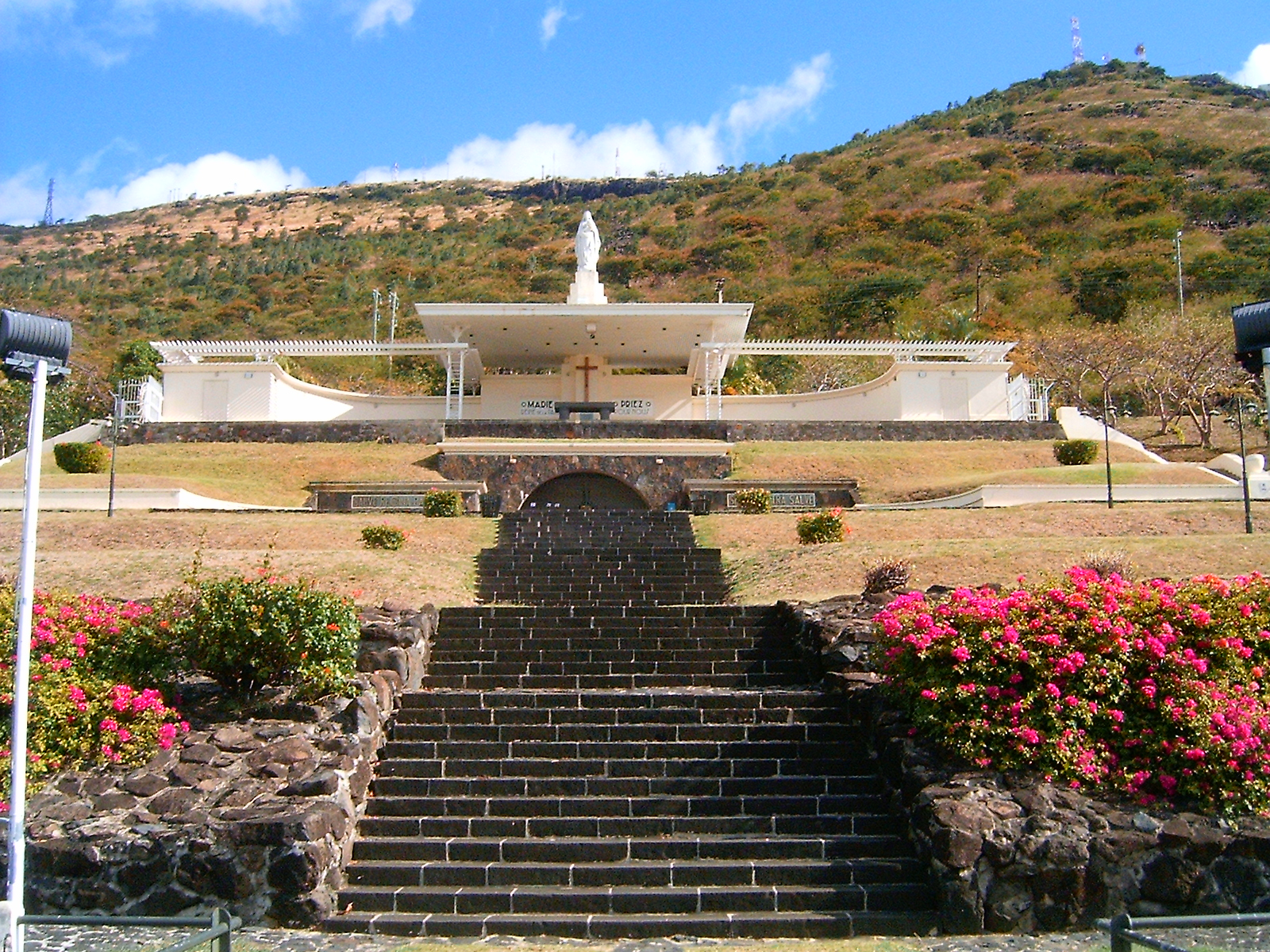
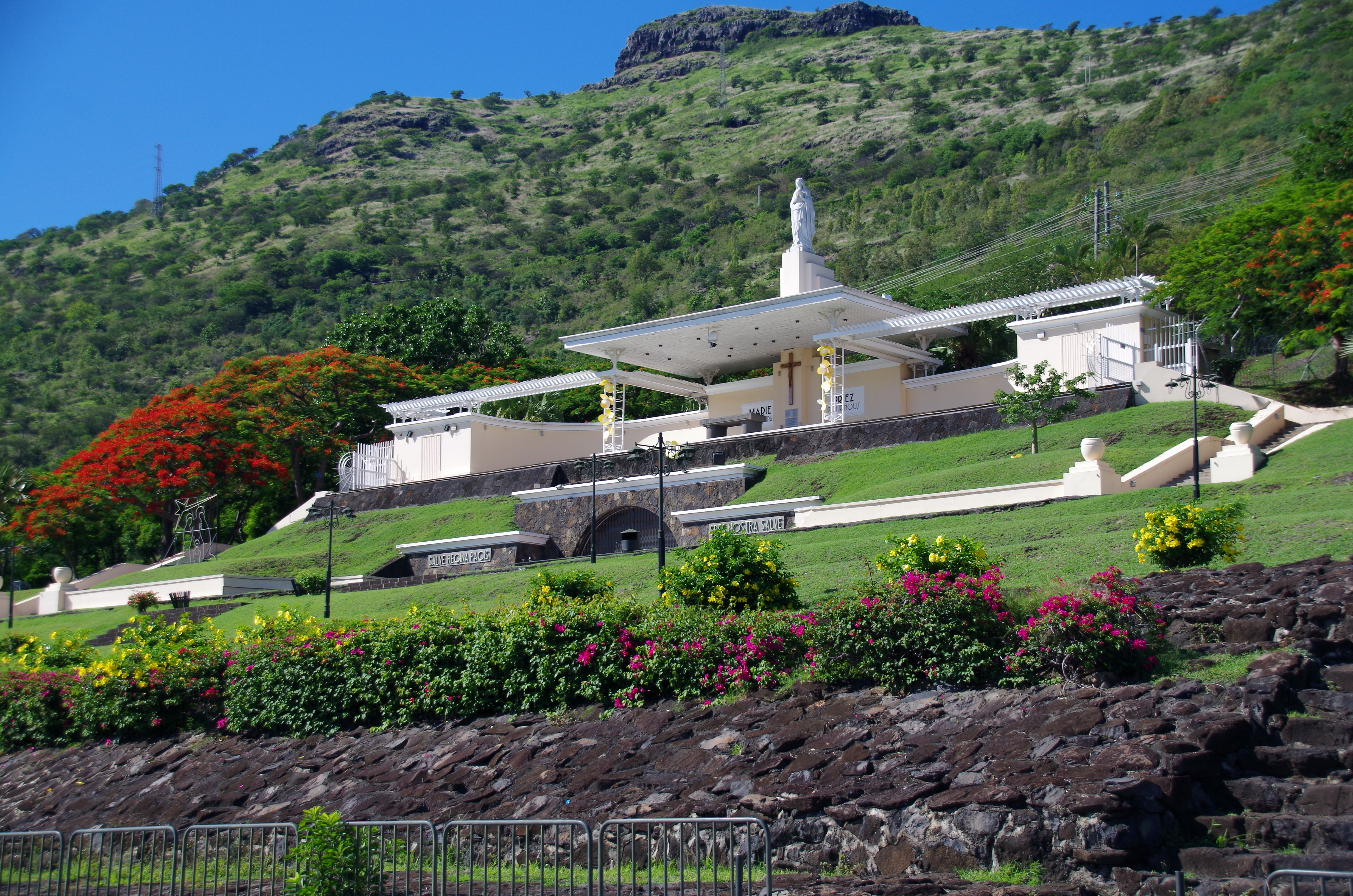